# Захарченко, Михаил Фёдорович
Михаи́л Фёдорович Заха́рченко (1 февраля 1975, Иваново, СССР) — российский футболист, нападающий.

## Карьера
Воспитанник ивановского футбола. Выступал за местные команды «Текстильщик» и «Спартак-Телеком». В 2000 году играл во владимирском «Торпедо». Через год уехал в Белоруссию, где в составе «Белшины» стал чемпионом страны. Заканчивал играть в родном «Текстильщике».
После окончании карьеры футболиста перешёл на работу тренером в ДЮСШ «Текстильщик». Возглавил команду 1997 года рождения.
В 2025 году стал помощником главного тренера во второй команде «Текстильщика».

## Достижения
«Белшина»
- Чемпион Белоруссии (1): 2001